# Snow tears
Snow Tears，是中川翔子的第四张单曲，2008年1月30日发售，商品番号SRCL-6698（CD+DVD盘）。

## 作品概要
- 中川本人亲自作词并参加了乐曲的制作。
- 自上一张单曲大受好评之后，本次单曲发行了CD盘、CD+DVD盘、墓场鬼太郎·寝子盘三种不同的版本。
- 发售首日，获得了日本公信榜初登场排名日间第1位、总排名第2位的成绩，是个人首张Oricon排名达到第1位的单曲。

## 收录曲
CD盘
1. snow tears
作詞：中川翔子，yozuca* 作曲：鈴木大輔 編曲：nishi-ken
  - 是自第二张单曲以来，本人参与作词的歌曲。
2. 作詞・作曲：meg rock 編曲：nishi-ken
3. Winter Wish
作詞：mavie 作曲：鈴木大輔 編曲：加藤大祐
4. snow tears（器乐）

CD+DVD盘
- Disc-1：CD（与上记CD盘相同）
- Disc-2：DVD

墓场鬼太郎·寝子盘
1. snow tears
2. Winter Wish
3. snow tears（动画版TV Size）

## 版本
CD+DVD盘
- 「墓场鬼太郎」（封面A）

CD盘
- 「墓场鬼太郎」（封面B）

墓场鬼太郎·寝子盘
- 以「寝子」为主角的封面插画。

## 说明
snow tears
- 电视动画墓场鬼太郎片尾曲（ED）。
- music.jp电视广告歌。

- 墓场鬼太郎插曲。

## 相关项目
- 中川翔子
- 墓场鬼太郎